# Lijst van nummer 1-hits in de Radio 2 Top 30 in 2010
Deze hits stonden in 2010 op nummer 1 in de Vlaamse Radio 2 Top 30.
| Nummer | Datum        | Artiest                  | Titel                             |
| ------ | ------------ | ------------------------ | --------------------------------- |
| 634    | 2 januari    | Vaya Con Dios            | Les voiliers sauvages de nos vies |
|        | 9 januari    | Vaya Con Dios            | Les voiliers sauvages de nos vies |
| 633    | 16 januari   | Absynthe Minded          | Envoi                             |
|        | 23 januari   | Absynthe Minded          | Envoi                             |
| 635    | 30 januari   | Owl City                 | Fireflies                         |
| 636    | 6 februari   | Natalia & Gabriel Ríos   | Hallelujah                        |
|        | 13 februari  | Natalia & Gabriel Ríos   | Hallelujah                        |
|        | 20 februari  | Natalia & Gabriel Ríos   | Hallelujah                        |
|        | 27 februari  | Natalia & Gabriel Ríos   | Hallelujah                        |
| 635    | 6 maart      | Owl City                 | Fireflies                         |
|        | 13 maart     | Owl City                 | Fireflies                         |
|        | 20 maart     | Owl City                 | Fireflies                         |
|        | 27 maart     | Owl City                 | Fireflies                         |
| 637    | 3 april      | Tom Dice                 | Me and my guitar                  |
| 638    | 10 april     | Train                    | Hey, soul sister                  |
|        | 17 april     | Train                    | Hey, soul sister                  |
|        | 24 april     | Train                    | Hey, soul sister                  |
|        | 1 mei        | Train                    | Hey, soul sister                  |
|        | 8 mei        | Train                    | Hey, soul sister                  |
|        | 15 mei       | Train                    | Hey, soul sister                  |
|        | 22 mei       | Train                    | Hey, soul sister                  |
| 637    | 29 mei       | Tom Dice                 | Me and my guitar                  |
|        | 5 juni       | Tom Dice                 | Me and my guitar                  |
|        | 12 juni      | Tom Dice                 | Me and my guitar                  |
|        | 19 juni      | Tom Dice                 | Me and my guitar                  |
| 639    | 26 juni      | Shakira & Freshlyground  | Waka waka (This time for Africa)  |
|        | 3 juli       | Shakira & Freshly Ground | Waka waka (This time for Africa)  |
|        | 10 juli      | Shakira & Freshly Ground | Waka waka (This time for Africa)  |
| 640    | 17 juli      | Stromae                  | Alors on danse                    |
|        | 24 juli      | Stromae                  | Alors on danse                    |
|        | 31 juli      | Stromae                  | Alors on danse                    |
| 641    | 7 augustus   | Yolanda Be Cool & DCUP   | We no speak Americano             |
|        | 14 augustus  | Yolanda Be Cool & DCUP   | We no speak Americano             |
|        | 21 augustus  | Yolanda Be Cool & DCUP   | We no speak Americano             |
|        | 28 augustus  | Yolanda Be Cool & DCUP   | We no speak Americano             |
| 642    | 4 september  | Lady Gaga                | Alejandro                         |
| 643    | 11 september | Caro Emerald             | Back it up                        |
|        | 18 september | Caro Emerald             | Back it up                        |
|        | 25 september | Caro Emerald             | Back it up                        |
| 644    | 2 oktober    | Eliza Doolittle          | Pack up                           |
|        | 9 oktober    | Eliza Doolittle          | Pack up                           |
| 645    | 16 oktober   | Aloe Blacc               | I need a dollar                   |
|        | 23 oktober   | Aloe Blacc               | I need a dollar                   |
|        | 30 oktober   | Aloe Blacc               | I need a dollar                   |
| 646    | 6 november   | Duck Sauce               | Barbra Streisand                  |
|        | 13 november  | Duck Sauce               | Barbra Streisand                  |
|        | 20 november  | Duck Sauce               | Barbra Streisand                  |
|        | 27 november  | Duck Sauce               | Barbra Streisand                  |
|        | 4 december   | Duck Sauce               | Barbra Streisand                  |
| 647    | 11 december  | Hooverphonic             | The night before                  |
|        | 18 december  | Hooverphonic             | The night before                  |
|        | 25 december  | Hooverphonic             | The night before                  |